# Bezirk Ponape

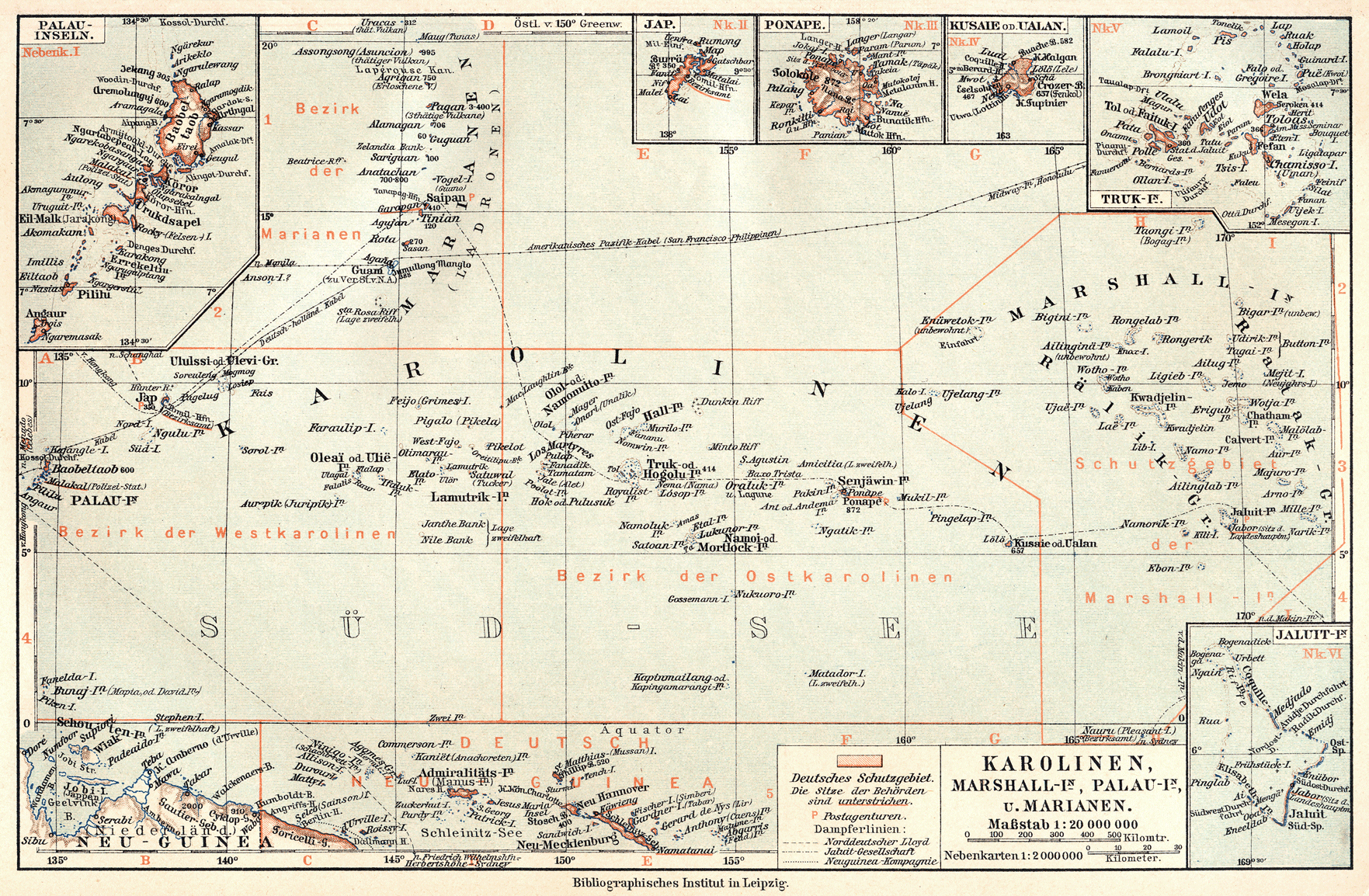
Deutsch-Mikronesien mit Bezirksgrenzen: Bezirk Ponape in der Mitte (Karte von 1905).

Der Bezirk Ponape, auch Bezirk der Ostkarolinen, war von 1899 bis 1918 eine Verwaltungseinheit des deutschen Kolonialreiches auf den Karolinen mit Sitz auf Ponape.

## Der Bezirk
Seit dem 16. Jahrhundert war Ponape offiziell Teil von Spanisch-Ostindien. Mit dem Deutsch-Spanischen Vertrag von 1899 wurde die Insel durch Verkauf deutsche Kolonie und Teil des Schutzgebietes Deutsch-Neuguinea.
Der neu geschaffene Bezirk Ponape war für die östlichen Karolinen zuständig. Die Grenze zum Bezirk Jap, der die Westkarolinen abdeckte, war der 148. Längengrad Ost.
Der Sitz des Bezirksamtes lag im Norden der Insel in Messenieng. An der Spitze der Verwaltung stand ein Bezirksamtmann. Dieser war bis 1907 gleichzeitig Vizegouverneur von Deutsch-Neuguinea. 1907 ging dieser Titel an den Bezirksamtmann von Jap über.
Bezirksamtmänner waren:
- Albert Hahl (1899–1902)
- Victor Berg (1902–1907)
- Wilhelm Stuckhardt (1907–1908)
- Georg Fritz (1908–1909)
- Gustav Boeder (1909–1911)
- Hermann Kersting (1911–1914)

Vor Ort bestand das Bezirksgericht Ponape. Allerdings war auf Ponape kein Berufsrichter stationiert, die Aufgabe des Bezirksrichters wurde vom Bezirksamtmann in Personalunion wahrgenommen. Das Gericht war dem Obergericht Rabaul nachgeordnet. Seiner Rechtsprechung unterlagen ab 1. Januar 1901 lediglich die Weißen, nicht jedoch die indigene Bevölkerung. Für diese war der Bezirksamtmann als Richter zuständig, sofern keine eigenen Gerichte durch die Häuptlinge Recht sprachen. 1911 wurde das Bezirksgericht in Jaluit aufgehoben und der Gerichtsbezirk Ponape auf die Marshallinseln erweitert.
1911 lebten etwa 4000 Personen auf Ponape, darunter 38 Weiße (davon 32 Deutsche) und drei Japaner.
Daneben gab es auf Ponape einen Hafen- und einen Polizeimeister, ein Krankenhaus, eine Apotheke, ein Strandungsamt, ein Standesamt, ein Seemansamt, eine Poststation und Missionsstationen. Den Sicherheitsdienst versah zunächst eine Truppe aus 38 Malaien und später aus 50 Melanesiern des Bismarck-Archipels.
Mit dem Friedensvertrag von Versailles musste Deutschland seine Kolonien abtreten.

## Stationsbezirk Truk
1909 wurde auf Truk eine eigene Station errichtet, die dem Bezirk Ponape untergeordnet war. Auf den rund 20 Inseln des Stationsbezirkes lebten etwa 11.000 Personen, darunter 24 Weiße, davon 9 Deutsche, und 9 Japaner. Der Sitz des Stationsleiters befand sich in Toloas auf der Insel Moen. An Infrastruktur bestand ein Hospital, eine Apotheke und Missionsstationen.
Stationsleiter waren:
- Max Scharlauch (1909–1911)
- Hr. Gentner (1911–1913)
- Hr. Paulisch (1913–1914)